# Setodes agarhita
Setodes agarhita är en nattsländeart som beskrevs av Schmid 1987. Setodes agarhita ingår i släktet Setodes och familjen långhornssländor. Inga underarter finns listade i Catalogue of Life.